# Воронинская (Московская область)
Воро́нинская — деревня в Шатурском муниципальном районе Московской области. Входит в состав городского поселения Шатура. Население — 114 чел. (2010).

## Расположение
Деревня Воронинская расположена в западной части Шатурского района, расстояние до МКАД порядка 124 км. Высота над уровнем моря 118 м.

## Название
В письменных источниках деревня упоминается как Воронинская.
Название связано с некалендарным личным именем Ворона.

## История
Впервые упоминается в писцовой Владимирской книге В. Кропоткина 1637—1648 гг. как деревня Воронинская Шатурской волости Владимирского уезда. Деревня принадлежала Аксинье Хвощинской, Арине Фустовой, Даниле Федоровичу Хотяинцеву и Григорием Родионовичем Павловым.
Последней владелицей деревни перед отменой крепостного права была надворная советница Наталья Васильевна Хлюстина.
После отмены крепостного права деревня вошла в состав Лузгаринской волости.
После Октябрьской революции 1917 года был образован Воронинский сельсовет в составе Лузгаринской волости Егорьевского уезда Рязанской губернии. В сельсовет входила деревня Воронинская, а также сторожки Красные Луга, Шапирино, Воронинская и Хлудовская.
В ходе реформы административно-территориального деления СССР в 1929 году территория Воронинского сельсовета передана Новосидоровскому сельсовету, который вошёл в состав Шатурского района Орехово-Зуевского округа Московской области.

## Население
| 1859 | 1868 | 1885 | 1905 | 1926 | 1931 |
| ---- | ---- | ---- | ---- | ---- | ---- |
| 218  | ↗253 | ↗328 | ↗475 | ↗576 | ↗846 |
| 1970 | 1993 | 2002 | 2006 | 2010 |      |
| ↘250 | ↘138 | ↘131 | ↘114 | →114 |      |